# Fenwick Island (Delaware)
Fenwick Island je gradić u američkoj saveznoj državi Delaware. Prema popisu stanovništva iz 2010. u njemu je živjelo 379 stanovnika.